# Bram Cohen

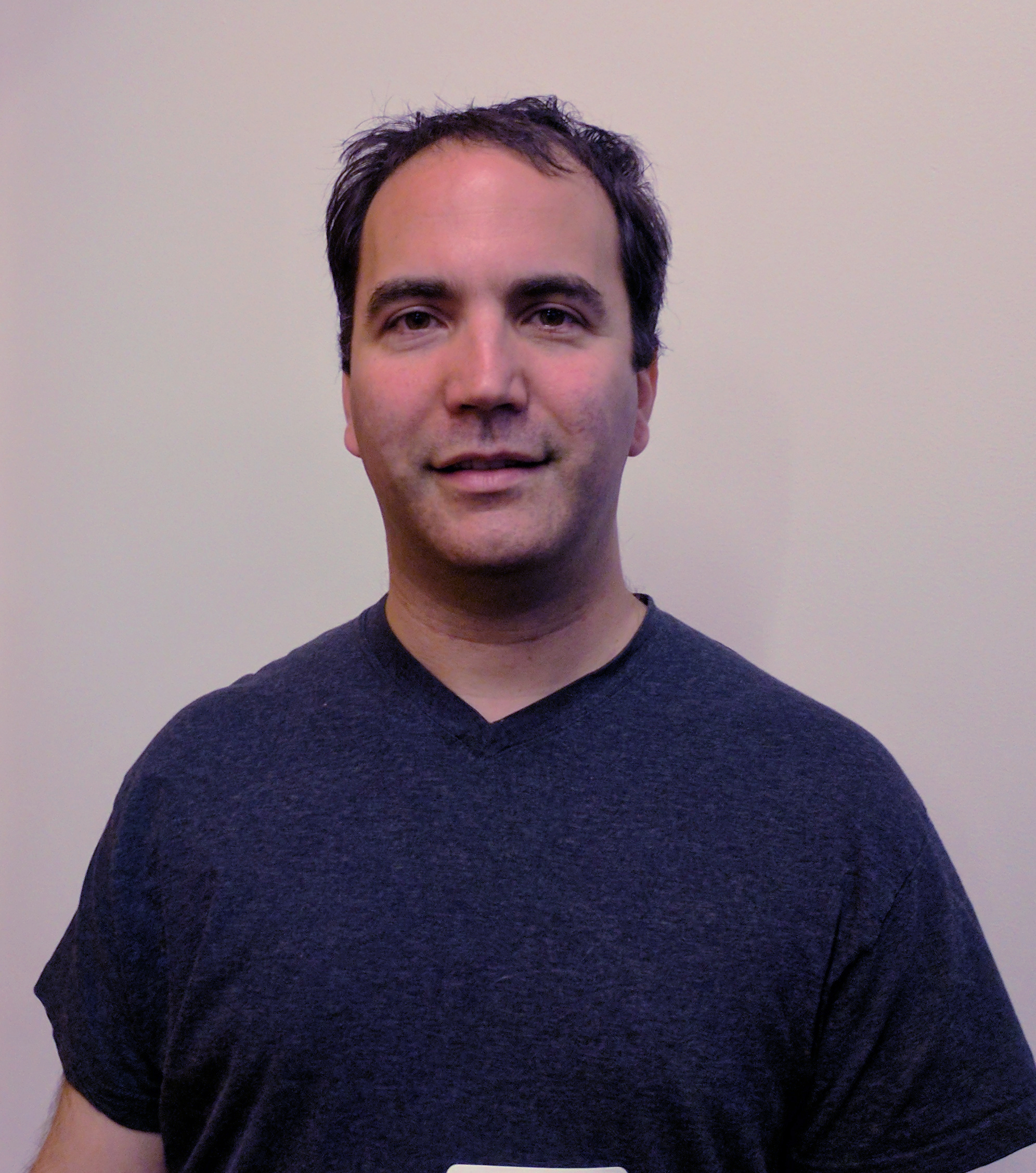
Portraitfoto von Bram Cohen

Bram Cohen (* 12. Oktober 1975) ist ein US-amerikanischer Programmierer und Schöpfer der BitTorrent-Protokolle und der Referenzimplementierung im ursprünglichen BitTorrent-Client (BitTorrent mainline).
Bis ins Frühjahr 2001 arbeitete er für das erfolglose Unternehmen Autonomous Zone, welches die Software MojoNation herstellte und 2001 zum Verkauf stand. Danach stellte er passend zur DEFCON im Sommer des Jahres die erste stabile Version des BitTorrent-Protokolls fertig, um die Technologie dort vorzustellen.
Zusammen mit seinem damaligen WG-Partner Len Sassaman gründete er die CodeCon, eine günstige Alternative zu großen Hacker-Konferenzen wie DEFCON.
2017 schuf Cohen die Kryptowährung "Chia Network (XCH)".
Er lebt zurzeit in der San Francisco Bay Area mit seiner Frau Jenna und seinen Kindern.